# Lidón
Lidón è un comune spagnolo di 75 abitanti situato nella comunità autonoma dell'Aragona.